# Cymru North
De Cymru North is een regionale voetbalcompetitie in Wales en bestrijkt de noordelijke helft van het land. De competitie vormt samen met de Cymru South het tweede niveau van het Welshe voetbal. De competitie werd in 2019 opgericht, als vervanger van de Cymru Alliance en bestrijkt Noord- en Midden-Wales. In 2019 zou Prestatyn Town de eerste kampioen worden. De winnaar promoveert naar de JD Cymru Premier League, dit is ook de enige promotieplek.  
Airbus UK Broughton ·
Bangor 1876 ·
Buckley Town ·	
Caersws ·
Colwyn Bay ·
Denbigh Town ·
Flint Mountain ·
Gresford Athletic ·	
Guilsfield ·
Holywell Town ·
Llandudno ·
Llay Welfare ·
Mold Alexandra ·
Penrhyncoch ·
Prestatyn Town ·	
Ruthin Town